# Campeonato Europeo Sub-17 de la UEFA 2017
El Campeonato Europeo Sub-17 de la UEFA es la decimosexta vez que se celebra. La fase final se realizará en Croacia. La primera fase de clasificación comenzará el 16 de septiembre de 2016. El Campeonato Europeo Sub-17 de la UEFA consta de tres fases distintas: la fase de clasificación, la ronda élite y la fase final.

## Ronda de clasificación
Las 54 naciones de la UEFA ingresaron a la competencia, y con el anfitrión Croacia clasificándose automáticamente, los otros 53 equipos compitieron en la competencia clasificatoria para determinar los 15 lugares restantes en el torneo final. La competición clasificatoria constaba de dos rondas: la ronda clasificatoria, que tuvo lugar en el otoño de 2016, y la ronda de élite, que tuvo lugar en la primavera de 2017.

### Equipos clasificados
Los siguientes 16 equipos se clasificaron para el torneo final.
Nota: Todas las estadísticas de aparición incluyen solo la era Sub-17 (desde 2002).
| Equipo               | Método de calificación | Apariciones | Última aparición | Mejor rendimiento anterior                    |
| -------------------- | ---------------------- | ----------- | ---------------- | --------------------------------------------- |
| Croacia              | Sede                   | 4           | 2015             | Cuarto Puesto (2005)                          |
| Alemania             | Ganador Grupo 1        | 10          | 2016             | Campeón (2009)                                |
| Turquía              | Segundo Grupo 1        | 7           | 2014             | Campeón (2005)                                |
| Hungría              | Ganador Grupo 2        | 4           | 2006             | Fase de Grupos (2002, 2003, 2006)             |
| Noruega              | Segundo Grupo 2        | 1           | —                | Debut                                         |
| España               | Ganador Grupo 3        | 11          | 2016             | Campeón (2007, 2008)                          |
| Escocia              | Ganador Grupo 4        | 5           | 2016             | Semifinal (2014)                              |
| Serbia               | Segundo Grupo 4        | 6           | 2016             | Cuartos de Final (2002)                       |
| Países Bajos         | Ganador Grupo 5        | 11          | 2016             | Campeón (2011, 2012)                          |
| Italia               | Segundo Grupo 5        | 7           | 2016             | Subcampeón (2013)                             |
| Francia              | Ganador Grupo 6        | 11          | 2016             | Campeón (2004, 2015)                          |
| Ucrania              | Segundo Grupo 6        | 6           | 2016             | Fase de Grupos (2002, 2004, 2007, 2013, 2016) |
| Inglaterra           | Ganador Grupo 7        | 12          | 2016             | Campeón (2010, 2014)                          |
| Bosnia y Herzegovina | Segundo Grupo 7        | 2           | 2016             | Fase de Grupos (2016)                         |
| Irlanda              | Ganador Grupo 8        | 3           | 2015             | Fase de Grupos (2008, 2015)                   |
| Islas Feroe          | Segundo Grupo 8        | 1           | —                | Debut                                         |

## Sedes
Al principio, se anunció que ocho estadios albergarían la competición, cada uno de ellos en Istria y Primorje. Más tarde, eso fue cambiado.
Rijeka y Kostrena fueron los únicos anfitriones que se planearon al principio, siendo los nuevos anfitriones Varaždin, Zaprešić, Velika Gorica y dos en la capital croata, Zagreb, en los distritos de Sesvete y Lučko. La final se jugaría en Varaždin.
| Varaždin          | Velika Gorica         | Rijeka                               | Zaprešić                                               |
| ----------------- | --------------------- | ------------------------------------ | ------------------------------------------------------ |
| Stadion Varteks   | Estadio Radnik        | Stadion Rujevica                     | Stadion ŠRC Zaprešić                                   |
| Capacidad: 10 800 | Capacidad: 8 000      | Capacidad: 6 134                     | Capacidad: 5 228                                       |
|                   |                       |                                      |                                                        |
| Kostrena          | Zagreb                | Zagreb                               | Zagreb Velika Gorica Zaprešić Rijeka Kostrena Varaždin |
| Stadion Žuknica   | Stadion Lučko (Lučko) | Stadion sv. Josipa Radnika (Sesvete) | Zagreb Velika Gorica Zaprešić Rijeka Kostrena Varaždin |
| Capacidad: 3 000  | Capacidad: 1 500      | Capacidad: 1 200                     | Zagreb Velika Gorica Zaprešić Rijeka Kostrena Varaždin |

## Árbitros
Un total de 9 árbitros, 12 árbitros asistentes y 3 cuartos árbitros fueron designados para la fase final del torneo.
| Árbitros - Dominik Ouschan - Nicolas Laforge - Fran Jović - Dimitrios Massias - Jens Maae - Anastasios Papapetrou - Donatas Rumšas - Fábio Veríssimo - Mohammed Al-Hakim | Árbitros asistentes - Atom Sevgulyan - Radek Kotik - Mika Lamppu - Idan Yarkoni - Samat Tergeussizov - Jevgeņijs Morozovs - Goce Petreski - Paul Robinson - Manuel Fernandes - Mircea Grigoriu - Aleksei Vorontsov - Ian Bird | Cuarto árbitros - Tihomir Pejin - Duje Strukan - Mario Zebec |

## Fase de grupos

### Sorteo
El sorteo se realizó el 3 de abril de 2017 en Zagreb, Croacia
Los dos primeros de cada grupo pasan a la siguiente ronda. 

### Grupo A
| Equipo  | Pts | PJ | PG | PE | PP | GF | GC | Dif |
| ------- | --- | -- | -- | -- | -- | -- | -- | --- |
| España  | 7   | 3  | 2  | 1  | 0  | 7  | 4  | +3  |
| Turquía | 6   | 3  | 2  | 0  | 1  | 8  | 5  | +3  |
| Italia  | 3   | 3  | 1  | 0  | 2  | 3  | 5  | -2  |
| Croacia | 1   | 3  | 0  | 1  | 2  | 2  | 6  | -4  |

| 3 de mayo de 2017, 13:15 | Turquía                  | 2:3 (2:2) | España                                       | Stadion Rujevica, Rijeka, Croacia |                             |
|                          | Güneş 5' · Karaahmet 11' |           | Sergio Gómez 24' · Abel Ruiz 33' · Morey 72' | Árbitro(s): Dominik Ouschan       | Árbitro(s): Dominik Ouschan |

| 3 de mayo de 2017, 17:45 | Croacia | 0:1 (0:0) | Italia         | Stadion Rujevica, Rijeka, Croacia |                            |
|                          |         |           | Moise Kean 78' | Árbitro(s): Fabio Verssimo        | Árbitro(s): Fabio Verssimo |

| 6 de mayo de 2017, 13:15 | Croacia   | 1:4 (0:1) | Turquía                                          | Stadion Rujevica, Rijeka, Croacia |                             |
|                          | Marin 67' |           | Karaahmet (18) · Gül 49' · Kabak 69' · Akgün 80' | Árbitro(s): Nicolas Laforge       | Árbitro(s): Nicolas Laforge |

| 6 de mayo de 2017, 17:45 | España                               | 3:1 (1:0) | Italia         | Stadion Rujevica, Rijeka, Croacia |                                   |
|                          | Sergio Gómez 36' · Abel Ruiz 69' 80' |           | Caviglia 80+2' | Árbitro(s): Anastasios Papapetrou | Árbitro(s): Anastasios Papapetrou |

| 9 de mayo de 2017, 12:00 | España       | 1:1 (0:0) | Croacia    | Stadion Žuknica, Kostrena, Croacia |                               |
|                          | Blanco 80+2' |           | Čolina 56' | Árbitro(s): Mohammed Al-Hakim      | Árbitro(s): Mohammed Al-Hakim |

| 9 de mayo de 2017, 12:00 | Italia       | 1:2 (1:1) | Turquía                    | Stadion Rujevica, Rijeka, Croacia |                       |
|                          | Pellegri 15' |           | Karaahmet 5' · Babacan 74' | Árbitro(s): Jens Maae             | Árbitro(s): Jens Maae |

### Grupo B
| Equipo      | Pts | PJ | PG | PE | PP | GF | GC | Dif |
| ----------- | --- | -- | -- | -- | -- | -- | -- | --- |
| Hungría     | 7   | 3  | 2  | 1  | 0  | 8  | 3  | +5  |
| Francia     | 6   | 3  | 2  | 0  | 1  | 11 | 4  | +7  |
| Escocia     | 4   | 3  | 1  | 1  | 1  | 4  | 3  | +1  |
| Islas Feroe | 0   | 3  | 0  | 0  | 3  | 0  | 13 | -13 |

| 3 de mayo de 2017, 12:00 | Escocia                     | 2:0 (0:0) | Islas Feroe | Stadion Lučko, Zagreb, Croacia |                            |
|                          | Cameron 59' · Aitchison 68' |           |             | Árbitro(s): Donatas Rumšas     | Árbitro(s): Donatas Rumšas |

| 3 de mayo de 2017, 14:00 | Hungría                      | 3:2 (2:1) | Francia         | Estadio Radnik, Velika Gorica, Croacia |                               |
|                          | Csoboth 38' 41' · Bencze 52' |           | Gouiri 36'80+4' | Árbitro(s): Dimitrios Massiar          | Árbitro(s): Dimitrios Massiar |

| 6 de mayo de 2017, 12:00 | Francia                                                        | 7:0 (5:0) | Islas Feroe | Stadion ŠRC Zaprešić, Zaprešić, Croacia |                       |
|                          | Gouiri 1' 10' 33' · Caqueret 4' 46' · Picouleau 15' · Adli 54' |           |             | Árbitro(s): Jens Maae                   | Árbitro(s): Jens Maae |

| 6 de mayo de 2017, 16:00 | Escocia    | 1:1 (1:0) | Hungría     | Stadion Lučko, Zagreb, Croacia |                               |
|                          | Rudden 30' |           | Szerető 52' | Árbitro(s): Mohammed Al-Hakim  | Árbitro(s): Mohammed Al-Hakim |

| 9 de mayo de 2017, 16:00 | Francia        | 2:1 (1:1) | Escocia    | Estadio Radnik, Velika Gorica, Croacia |                             |
|                          | Gouiri 35' 80' |           | Rudden 42' | Árbitro(s): Nicolas Laforge            | Árbitro(s): Nicolas Laforge |

| 9 de mayo de 2017, 16:00 | Islas Feroe | 0:4 (0:3) | Hungría                                                  | Stadion Lučko, Zagreb, Croacia |                        |
|                          |             |           | Torvund 24' · Szoboszlai 26' 48' · Edmundsson 29' (a.g.) | Árbitro(s): Fran Jović         | Árbitro(s): Fran Jović |

### Grupo C
| Equipo               | Pts | PJ | PG | PE | PP | GF | GC | Dif |
| -------------------- | --- | -- | -- | -- | -- | -- | -- | --- |
| Alemania             | 9   | 3  | 3  | 0  | 0  | 15 | 1  | 14  |
| Irlanda              | 3   | 3  | 1  | 0  | 2  | 2  | 9  | -7  |
| Bosnia y Herzegovina | 3   | 3  | 1  | 0  | 2  | 2  | 7  | -5  |
| Serbia               | 3   | 3  | 1  | 0  | 2  | 2  | 4  | -2  |

| 4 de mayo de 2017, 12:00 | Alemania                              | 5:0 (2:0) | Bosnia y Herzegovina | Stadion Žuknica, Kostrena, Croacia |                             |
|                          | Mai 2' · Keitel 16' · Arp 50' 51' 62' |           |                      | Árbitro(s): Nicolas Laforge        | Árbitro(s): Nicolas Laforge |

| 4 de mayo de 2017, 16:30 | Serbia            | 1:0 (0:0) | Irlanda | Stadion Žuknica, Kostrena, Croacia |                                   |
|                          | Željko Gavrić 72' |           |         | Árbitro(s): Anastasios Papapetrou  | Árbitro(s): Anastasios Papapetrou |

| 7 de mayo de 2017, 12:00 | Alemania                                            | 3:1 (2:0) | Serbia                | Stadion Žuknica, Kostrena, Croacia |                             |
|                          | Abouchabaka 7' (pen.) · Yeboah 39' · Majetschak 61' |           | Stuparević 75' (pen.) | Árbitro(s): Dominik Ouschan        | Árbitro(s): Dominik Ouschan |

| 7 de mayo de 2017, 16:30 | Irlanda                     | 2:1 (2:1) | Bosnia y Herzegovina | Stadion Žuknica, Kostrena, Croacia |                            |
|                          | Roache 7' · Idah 29' (pen.) |           | Vještica 13'         | Árbitro(s): Fabio Verssimo         | Árbitro(s): Fabio Verssimo |

| 10 de mayo de 2017, 00:00 | Irlanda | 0:7 (0:3) | Alemania                                                                          | Stadion HNK Rijeka, Rijeka, Croacia |                             |
|                           |         | Reporte   | Abouchabaka 8' · Arp 15' 45' 49' · O'Connor 21' (a.g.) · Awuku 73' · Hottmann 76' | Árbitro(s): Fabio Verissimo         | Árbitro(s): Fabio Verissimo |

| 10 de mayo de 2017, 00:00 | Bosnia y Herzegovina | 1:0 (0:0) | Serbia | Pomorac Kostrena, Kostrena, Croacia |                            |
|                           | Imamović 80'         | Reporte   |        | Árbitro(s): Donatas Rumšas          | Árbitro(s): Donatas Rumšas |

### Grupo D
| Equipo       | Pts | PJ | PG | PE | PP | GF | GC | Dif |
| ------------ | --- | -- | -- | -- | -- | -- | -- | --- |
| Inglaterra   | 9   | 3  | 3  | 0  | 0  | 10 | 1  | 9   |
| Países Bajos | 4   | 3  | 1  | 1  | 1  | 3  | 5  | -2  |
| Ucrania      | 3   | 3  | 1  | 0  | 2  | 2  | 5  | -3  |
| Noruega      | 1   | 3  | 0  | 1  | 2  | 3  | 7  | -4  |

| 4 de mayo de 2017, 12:00 | Países Bajos       | 1:0 (0:0) | Ucrania | Stadion Josipa Radnika, Zagreb, Croacia |                       |
|                          | El Bouchataoui 61' |           |         | Árbitro(s): Jens Maae                   | Árbitro(s): Jens Maae |

| 4 de mayo de 2017, 14:00 | Noruega         | 1:3 (1:2) | Inglaterra                   | Estadio Radnik, Velika Gorica, Croacia |                               |
|                          | Guéhi 8' (a.g.) |           | Brewster 10' 35' · Foden 78' | Árbitro(s): Mohammed Al-Hakim          | Árbitro(s): Mohammed Al-Hakim |

| 7 de mayo de 2017, 14:00 | Inglaterra                                            | 4:0 (3:0) | Ucrania | Stadion Josipa Radnika, Zagreb, Croacia |                            |
|                          | McEchran 20' · Brewster 32' · Sancho 36' · Barlow 69' |           |         | Árbitro(s): Donatas Rumšas              | Árbitro(s): Donatas Rumšas |

| 7 de mayo de 2017, 17:45 | Países Bajos                                | 2:2 (1:0) | Noruega                   | Estadio Radnik, Velika Gorica, Croacia |                               |
|                          | Aboukhlal 11' · El Bouchataoui 80+2' (pen.) |           | Larsen 50' · Stenevik 55' | Árbitro(s): Dimitrios Massias          | Árbitro(s): Dimitrios Massias |

| 10 de mayo de 2017, 00:00 | Inglaterra                              | 3:0 (1:0) | Países Bajos | NK Inter Zaprešić, Zapresic, Croacia |                                   |
|                           | Sancho 23' 48' (pen.) · Hudson-Odoi 80' | Reporte   |              | Árbitro(s): Anastasios Papapetrou    | Árbitro(s): Anastasios Papapetrou |

| 10 de mayo de 2017, 00:00 | Ucrania                     | 2:0 (0:0) | Noruega | Sv. Josip Radnik, Sesvete, Croacia |                             |
|                           | Kashchuk 78' · Kholod 80+1' | Reporte   |         | Árbitro(s): Dominik Ouschan        | Árbitro(s): Dominik Ouschan |

## Fase Final

### Cuadro de desarrollo
|  | Cuartos de final | Cuartos de final |            |         | Semifinales | Semifinales |  |        | Final | Final |  |
|  |                  |                  |            |         |             |             |  |        |       |       |  |
|  |                  |                  |            |         |             |             |  |        |       |       |  |
|  | España           | 3                |            |         |             |             |  |        |       |       |  |
|  | España           | 3                |            |         |             |             |  |        |       |       |  |
|  | Francia          | 1                |            |         |             |             |  |        |       |       |  |
|  | Francia          | 1                |            | España  | 0 (4)       |             |  |        |       |       |  |
|  |                  |                  |            | España  | 0 (4)       |             |  |        |       |       |  |
|  |                  |                  | Alemania   | 0 (2)   |             |             |  |        |       |       |  |
|  | Alemania         | 2                | Alemania   | 0 (2)   |             |             |  |        |       |       |  |
|  | Alemania         | 2                |            |         |             |             |  |        |       |       |  |
|  | Países Bajos     | 1                |            |         |             |             |  |        |       |       |  |
|  | Países Bajos     | 1                |            |         |             |             |  | España | 2 (4) |       |  |
|  |                  |                  |            |         |             |             |  | España | 2 (4) |       |  |
|  |                  |                  | Inglaterra | 2 (1)   |             |             |  |        |       |       |  |
|  | Hungría          | 0                | Inglaterra | 2 (1)   |             |             |  |        |       |       |  |
|  | Hungría          | 0                |            |         |             |             |  |        |       |       |  |
|  | Turquía          | 1                |            |         |             |             |  |        |       |       |  |
|  | Turquía          | 1                |            | Turquía | 1           |             |  |        |       |       |  |
|  |                  |                  |            | Turquía | 1           |             |  |        |       |       |  |
|  |                  |                  | Inglaterra | 2       |             |             |  |        |       |       |  |
|  | Inglaterra       | 1                | Inglaterra | 2       |             |             |  |        |       |       |  |
|  | Inglaterra       | 1                |            |         |             |             |  |        |       |       |  |
|  | Irlanda          | 0                |            |         |             |             |  |        |       |       |  |
|  | Irlanda          | 0                |            |         |             |             |  |        |       |       |  |
|  |                  |                  |            |         |             |             |  |        |       |       |  |

### Cuartos de final
| 12 de mayo de 2017, 17:45 | España                                     | 3:1 (2:1) | Francia   | Anđelko Herjavec, Varaždin, Croacia |                        |
|                           | Morey 17' · Ruiz 35' (pen.) · S. Gómez 56' | Reporte   | Gouiri 9' | Árbitro(s): Fran Jović              | Árbitro(s): Fran Jović |

| 13 de mayo de 2017, 17:45 | Alemania                  | 2:1 (0:1) | Países Bajos   | Stadion ŠRC Zaprešić, Zaprešić, Croacia |                               |
|                           | Abouchabaka 66' · Arp 79' | Reporte   | Aboukhal 40+1' | Árbitro(s): Mohammed Al-Kahim           | Árbitro(s): Mohammed Al-Kahim |

| 12 de mayo de 2017, 12:00 | Hungría | 0:1 (0:1) | Turquía           | Estadio Radnik, Velika Gorica, Croacia |                            |
|                           |         | Reporte   | Csonka 20' (a.g.) | Árbitro(s): Donatas Rumšas             | Árbitro(s): Donatas Rumšas |

| 13 de mayo de 2017, 12:00 | Inglaterra | 1:0 (1:0) | Irlanda | Estadio Radnik, Velika Gorica, Croacia |                             |
|                           | Sancho 13' | Reporte   |         | Árbitro(s): Nicolas Laforge            | Árbitro(s): Nicolas Laforge |

### Play-off para el Mundial Sub-17 2017
| 16 de mayo de 2017 | Hungría | 0:1 (0:1) | Francia    | Stadion sv. Josipa Radnika, Zagreb, Croacia |                                   |
|                    |         | Reporte   | Gouiri 26' | Árbitro(s): Anastasios Papapetrou           | Árbitro(s): Anastasios Papapetrou |

### Semifinales
| 16 de mayo de 2017 | España                                         | 0:0 (4:2 p.)               | Alemania                        | Estadio Anđelko Herjavec, Varaždin, Croacia |                             |
|                    |                                                | Reporte                    |                                 | Árbitro(s): Dominik Ouschan                 | Árbitro(s): Dominik Ouschan |
|                    |                                                | Tiros desde el punto penal |                                 |                                             |                             |
|                    | Ruiz · Morey · Segovia · V. García · Sanmartín |                            | Majetschak · Arp · Mai · Keitel |                                             |                             |

| 16 de mayo de 2017 | Turquía             | 1:2 (1:2) | Inglaterra                   | Stadion ŠRC Zaprešić, Zaprešić, Croacia |                             |
|                    | Kerem Kesgin 40+13' | Reporte   | Hudson-Odoi 11' · Sancho 37' | Árbitro(s): Fábio Veríssimo             | Árbitro(s): Fábio Veríssimo |

### Final
| 19 de mayo de 2017, 20:00 | España                              | 2:2 (1:1) (4:1 p.)         | Inglaterra                        | Estadio Anđelko Herjavec, Varaždin, Croacia |                       |
|                           | Morey 38' · I. Díaz 80+6'           | Reporte                    | Hudson-Odoi 18' · Foden 58'       | Árbitro(s): Jens Maae                       | Árbitro(s): Jens Maae |
|                           |                                     | Tiros desde el punto penal |                                   |                                             |                       |
|                           | Ruiz · Morey · S. Gómez · V. García |                            | Barlow · Brewster · Latibeaudière |                                             |                       |

| Bandera de España |
| Campeón España    |
| 9° título         |

## Estadísticas

### Tabla general
| Equipo | Equipo               | Pts | PJ | PG | PE | PP | GF | GC | Dif | Rend |
| ------ | -------------------- | --- | -- | -- | -- | -- | -- | -- | --- | ---- |
| 1      | España               | 12  | 6  | 3  | 3  | 0  | 12 | 7  | +5  | 67%  |
| 2      | Inglaterra           | 16  | 6  | 5  | 1  | 0  | 15 | 4  | +11 | 89%  |
| 3      | Alemania             | 13  | 5  | 4  | 1  | 0  | 17 | 2  | +15 | 87%  |
| 4      | Turquía              | 9   | 5  | 3  | 0  | 2  | 10 | 7  | +3  | 60%  |
| 5      | Hungría              | 7   | 4  | 2  | 1  | 1  | 8  | 4  | +4  | 58%  |
| 6      | Francia              | 6   | 4  | 2  | 0  | 2  | 12 | 7  | +5  | 50%  |
| 7      | Países Bajos         | 4   | 4  | 1  | 1  | 2  | 4  | 7  | -3  | 33%  |
| 8      | Irlanda              | 3   | 4  | 1  | 0  | 3  | 2  | 10 | -8  | 25%  |
| 9      | Escocia              | 4   | 3  | 1  | 1  | 1  | 4  | 3  | +1  | 44%  |
| 10     | Italia               | 3   | 3  | 1  | 0  | 2  | 3  | 5  | -2  | 33%  |
| 11     | Serbia               | 3   | 3  | 1  | 0  | 2  | 2  | 4  | -2  | 33%  |
| 12     | Ucrania              | 3   | 3  | 1  | 0  | 2  | 2  | 5  | -3  | 33%  |
| 13     | Bosnia y Herzegovina | 3   | 3  | 1  | 0  | 2  | 2  | 7  | -5  | 33%  |
| 14     | Noruega              | 1   | 3  | 0  | 1  | 2  | 3  | 7  | -4  | 11%  |
| 15     | Croacia              | 1   | 3  | 0  | 1  | 2  | 2  | 6  | -4  | 11%  |
| 16     | Islas Feroe          | 0   | 3  | 0  | 0  | 3  | 0  | 13 | -13 | 0%   |

### Goleadores
| Jugador            | Selección  | Goles |
| ------------------ | ---------- | ----- |
| Amine Gouiri       | Francia    | 9     |
| Fiete Arp          | Alemania   | 7     |
| Jadon Sancho       | Inglaterra | 5     |
| Abel Ruiz          | España     | 4     |
| Rhian Brewster     | Inglaterra | 3     |
| Callum Hudson-Odoi | Inglaterra | 3     |
| Elias Abouchabaka  | Alemania   | 3     |
| Sergio Gómez       | España     | 3     |
| Mateu Morey        | España     | 3     |
| Malik Karaahmet    | Turquía    | 3     |

## Clasificados alMundial Sub-17 India 2017
| Bandera de Turquía    | Bandera de España     | Bandera de Inglaterra | Bandera de Alemania   | Bandera de Francia    |
| Turquía               | España                | Inglaterra            | Alemania              | Francia               |
|                       |                       |                       |                       |                       |
| Clasificado: 12/05/17 | Clasificado: 12/05/17 | Clasificado: 13/05/17 | Clasificado: 13/05/17 | Clasificado: 16/05/17 |